# Phénix de Ténédos
Pour les articles homonymes, voir Phénix (homonymie).
Phénix (en grec ancien Φοῖνιξ / Phoinix) est un officier d'Eumène de Cardia puis d'Antigone le Borgne durant les guerres des Diadoques. Il est originaire de Ténédos.

## Biographie
Durant la bataille de l'Hellespont (321 av. J.-C.) livrée par Eumène de Cardia contre Cratère, Phénix et Pharnabaze se voient confier le commandement de l'aile gauche, qui est opposée à Cratère, principalement composé de cavaliers asiatiques. Eumène craint en effet d'opposer des Macédoniens à un général autant apprécié de ses compatriotes. Eumène leur donne l'ordre de charger immédiatement Cratère avant que celui-ci ne puisse rallier les troupes d'Eumène. Cratère trouve la mort dès les débuts des combats. Peu de temps après cette bataille, Phénix est dépêché par Eumène avec une force d'élite contre un général révolté qu'il surprend par une marche nocturne et qu'il fait prisonnier presque sans opposition.
Après la chute d'Eumène (316), Phénix semble être entré au service d'Antigone le Borgne. En 310, alors qu'il dirige la Phrygie hellespontique, une région stratégique, il est persuadé par Polémée, un neveu d'Antigone, de faire défection. Antigone s'empresse d'envoyer une armée contre lui sous le commandement de son fils cadet Philippe. Le résultat des opérations n'est pas mentionné par les sources mais Phoenix semble avoir été gracié par Antigone. Dans la campagne qui précède la bataille d'Ipsos (301), il commande la garnison de Sardes, dont il offre la reddition à un général de Lysimaque. C'est la dernière fois que son nom est mentionné par les sources.

## Sources antiques
- Diodore de Sicile, Bibliothèque historique [détail des éditions] [lire en ligne], XVIII, XX.
- Plutarque, Vies parallèles [détail des éditions] [lire en ligne], Eumène.